# Kościół rektoralny św. Karola Boromeusza w Nałęczowie
Kościół rektoralny Świętego Karola Boromeusza – jeden z zabytków miasta Nałęczowa, w województwie lubelskim. Należy do dekanatu Garbów archidiecezji lubelskiej.
Jest to drewniana kaplica ufundowana przez Ludwikę Benni dla uczczenia pamięci swego męża, który miał na imię Karol. Została wzniesiona w stylu zakopiańskim według wzoru Stanisława Witkiewicza. Jej budowa trwała od lutego 1917 roku do czerwca 1919 roku. 22 czerwca 1919 roku biskup lubelski ksiądz Marian Leon Fulman wyraził zgodę na to, aby ksiądz Łuczycki, administrator parafii św. Jana Chrzciciela w Nałęczowie mógł poświęcić kaplicę i odprawiać w niej msze święte. Od tego czasu kaplica jest własnością parafii. Opiekę nad kaplicą sprawowali pani Elżbieta Czyżewska i rodzina Grochowiczów, która od Ludwiki Benni kupiła willę „Podgórze”. W latach 1962–1965 dzięki ofiarom kuracjuszy i części parafian kaplica otrzymała nowy dach, została przeprowadzona konserwacja wewnątrz i na zewnątrz budynku, posesja została ogrodzona. 23 grudnia 1997 roku arcybiskup lubelski Józef Życiński dekretem kościelnym ustanowił kaplicę kościołem rektoralnym należącym do parafii Św. Jana Chrzciciela w Nałęczowie, a jego pierwszym rektorem został mianowany ksiądz kanonik Emil Nazarowicz.
W ołtarzu kaplicy znajduje się obraz św. Karola Boromeusza, biskupa Mediolanu, patrona chorych, który jest kopią z kościoła św. Karola Boromeusza w Warszawie na Powązkach.